# Luciobrotula coheni
Luciobrotula coheni är en fiskart som beskrevs av Nielsen 2009. Luciobrotula coheni ingår i släktet Luciobrotula och familjen Ophidiidae. Inga underarter finns listade i Catalogue of Life.